# John Conyers
John Conyers, Jr., född 16 maj 1929 i Highland Park i Wayne County, Michigan (en förort till Detroit), död 27 oktober 2019 i Detroit, var en amerikansk demokratisk politiker. Han var ledamot av USA:s representanthus från 1965 till 2017. Han representerade Michigans fjortonde distrikt från 1993; innan dess representerade han Michigans första kongressdistrikt. Conyers var ordförande i representanthusets justitieutskott 2007–2011.
Conyers tjänstgjorde i nationalgardet 1948–1950 och därefter i USA:s armé. Han deltog i Koreakriget. Han studerade vid Wayne State University. Han avlade 1957 grundexamen och 1958 juristexamen. Han var sedan medarbetare till kongressledamoten John Dingell 1958–1961.
Conyers blev invald i representanthuset i kongressvalet 1964. Han omvaldes 22 gånger. Han profilerade sig i medborgarrättsfrågor och var aktiv både i American Civil Liberties Union och i NAACP.
I november 2017, i kölvattnet av påståenden att han hade sexuellt trakasserat kvinnlig personal och i hemlighet använt skattebetalarnas pengar för att komma ur en anklagelse om trakasserier, rapporterade nyhetsmedier att Conyers hade tänkt att gå i pension från kongressen i slutet av mandatperioden, och att inte söka omval år 2018. Den 5 december 2017, meddelade Conyers sin avgång, med omedelbar verkan. Men nästan 53 år i representanthuset så är Conyers den kongressledamöter som suttit sjätte längst i USA:s historia. Han är även den kongressledamot av afroamerikanskt ursprung som suttit längst.